# Praga T-4
Dělostřelecký tahač Praga T-4 byl československý střední dělostřelecký pásový traktor. Jeho výrobce byl podnik ČKD Praha. Výroba probíhala v letech 1935-1939.

## Technické údaje
- Hmotnost: 4,64 t
- Délka: 4,07 m
- Šířka: 1,59 m
- Výška: 1,85 m
- Osádka: 3 muži
- Pohon: motor Praga, vodou chlazený čtyřválec
- Obsah motoru: 6082 cm³
- Výkon: 57 hP
- Maximální rychlost: 21 km/h
- Operační dosah: 220 km
- Vlastnosti: utáhl až 4,5 tuny, nosnost 1000 kg